# Birley (distretto)
Il distretto di Birley, che comprende i quartieri Base Green, Birley, Charnock Hall, Frecheville, parti di Hackenthorpe è uno dei 28 circoscrizioni elettorali nella città di Sheffield, in Inghilterra. Si trova nella parte sud-orientale della città e copre un'area di 5,1 km2. La popolazione di questo reparto nel 2011 era di 16.943 persone.